# Hugh Hopper
Hugh Colin Hopper (Canterbury, 29 aprile 1945 – 7 giugno 2009) è stato un bassista e compositore britannico. Musicista di spicco della scena di Canterbury, fu membro dei Soft Machine e di diverse altre band a essi collegate.

## Biografia

### Inizi
Nel 1961 arriva a Canterbury Daevid Allen, reduce dalle esperienze jazzistiche parigine, che presto incontra e influenza la gioventù musicale cittadina. Prende una stanza in affitto nella casa dei genitori di Robert Wyatt, con il quale condivide la passione per il jazz. Nel 1962 Hugh Hopper al basso registra i primi brani con il compagno di classe Robert Wyatt alla batteria, il fratello maggiore Brian al sax e Mike Ratledge al piano, una formazione che rappresenta il primo vero e proprio embrione dei Wilde Flowers.
Nel 1963 Hugh e Robert Wyatt seguono Allen a Londra e formano il Daevid Allen Trio, alle cui date occasionalmente partecipa Ratledge. La registrazione del concerto tenuto con Mike al Marquee Club di Londra nel '63, verrà a sua volta pubblicato nel 1993 dalla Voiceprint con il titolo Live 1963. Il gruppo si esibisce in una forma avanguardistica di jazz che risente dell'influenza della psichedelia, soprattutto nei testi, e nei concerti alterna i brani musicali con la lettura di poesie beat. L'esperimento non incontra i favori del pubblico e il trio si scioglie.
Allen si sposta a Parigi e dopo un po' viene raggiunto da Hopper e Wyatt, che hanno qui modo di provare l'LSD. In questo periodo i tre non trovano nuovi ingaggi musicali, ma hanno modo di sperimentare per la prima volta l'utilizzo dei loops, i nastri che permettono la ripetizione di motivi musicali e la sovraincisione, un dispositivo di cui in seguito Hopper farà largo uso.
Mentre l'irrequieto Allen si trasferisce a Deià, nell'isola di Maiorca, dove da anni vive una comunità di artisti della Beat Generation, Robert e Hugh tornano in Inghilterra e si uniscono ai Wilde Flowers, che si erano formati in quel periodo. Il gruppo si evolve negli anni a seguire, cambiando spesso formazione, e i vari componenti che si alternano sono i progenitori di quella che si affermerà come la scena di Canterbury. Nel 1966 Wyatt e Ayers lasciano il gruppo per formare i Soft Machine. I Wilde Flowers si sciolgono nel 1969 senza aver pubblicato alcun disco, ma i loro membri fondano i due gruppi guida di Canterbury, i Soft Machine e i Caravan. Solo nel 1993 l'etichetta Voiceprint Records pubblica vecchie registrazioni della band in un album dal titolo The Wilde Flowers.

### Soft Machine (1966-1972)
Hugh partecipa all'avventura dei primi Soft Machine, all'inizio solo come compositore e road manager; il gruppo è composto da Wyatt alla batteria e voce, Allen alla chitarra, Ayers al basso e Ratledge alle tastiere. Nel 1967 vengono scritturati assieme ai primi Pink Floyd per suonare al mitico UFO Club di Londra, e ottengono un tale successo che in febbraio registrano per la Polydor il primo 45 giri, Love Makes Sweet Music. Qualche sera dopo allo Speakeasy Club di Londra sono il gruppo spalla della Jimi Hendrix Experience e lo stesso Jimi si unisce a loro suonando il basso.
Il produttore Giorgio Gomelsky nell'aprile del '67 produce una serie di demo dei Soft Machine che saranno però pubblicati solo nel 1971 con il titolo Faces and Places Vol. 7 (in altre edizioni At the Beginning e Jet-Propelled Photographs), in quello che avrebbe potuto essere il loro primo LP.  Alcuni dei brani sono firmati da Hugh Hopper. Diventano in breve una cult band della scena londinese e Gomelsky finanzia la tournée estiva francese che ottiene un successo clamoroso. Al ritorno in Inghilterra a Allen viene negato il visto d'ingresso; deve quindi lasciare il gruppo e tornare in Francia dove dopo poco fonda il primo nucleo dei Gong, altro importante gruppo di derivazione Canterbury.
I Soft Machine proseguono l'attività come trio e vengono da lì a poco ingaggiati come gruppo di apertura per il tour nordamericano della Jimi Hendrix Experience che ha inizio nel febbraio del 1968.  Durante la tournée, nell'aprile del 1968, registrano in soli quattro giorni a New York il promo Why are we sleeping? e, finalmente, il primo Lp, The Soft Machine, a cui Hugh partecipa suonando il basso in uno dei brani e prendendo parte agli arrangiamenti in molti di essi; l'opera è la prima pubblicazione della Probe, una casa discografica affiliata alla ABC Records.
A fine anno Ayers abbandona il gruppo e la band decide di sciogliersi, ma per rispettare gli impegni contrattuali, si riforma nel febbraio del 1969 con al basso Hugh, e subito incide il secondo album Volume Two, sempre pubblicato dalla Probe, ma autoprodotto e registrato a Londra. La musica risente delle influenze di Frank Zappa, del minimalismo di Terry Riley e del dadaismo. In questo periodo Hugh, Wyatt e Ratledge partecipano alle registrazioni suonando in due brani dell'album The Madcap Laughs di Syd Barrett, col quale avevano spesso suonato in precedenza.
La maturità artistica e il successo arrivano con il doppio Lp Third pubblicato dalla CBS nel 1970, album fortemente ispirato dalle atmosfere fusion che con Miles Davis stavano rivoluzionando il panorama jazzistico mondiale. Hugh firma il brano Facelift che copre un'intera facciata. Continua a suonare con i Soft Machine fino al 1973 realizzando altri tre album, componendo anche molti dei brani.  Nel 1972 registra la sua prima opera solista: 1984, in cui figurano lunghi brani eseguiti da solo usando dei loops, e altri più corti accompagnato da un gruppo.

### Carriera solista e altri progetti
Negli anni Settanta, dopo essere uscito dai Soft Machine, collabora con molti musicisti tra i quali gli East Wind di Stomu Yamashta, gli Isotope, i Gilgamesh  e la Carla Bley Band. Partecipa anche allo splendido Rock Bottom di Wyatt del 1974. Di rilievo il supergruppo Soft Heap che forma nel 1978 con l'altro Soft Machine Elton Dean e con i membri dei National Health Alan Gowen e Pip Pyle. Lascia i Soft Heap l'anno seguente, sostituito da John Greaves.
Nei primi anni Ottanta Hopper si ferma per un paio d'anni. Quando riprende suona con gli Équipe Out di Pip Pyle, gli In Cahoots di Phil Miller e con una band olandese chiamata in suo onore Hopper Goes Dutch. Con l'ingresso del chitarrista francese Patrice Meyer prendono in seguito il nome Hugh Hopper Franglo-Dutch Band.
Nel 1991 riunisce una prestigiosa formazione composta dal sassofonista dei Gong Didier Malherbe, l'ex chitarrista dei Matching Mole e degli Hatfiled and the North Phil Miller e l'ex batterista dei Gong Pip Pyle. Assemblati per un unico concerto con il nome "Hugh Hopper and Special Friends", il gruppo continua a suonare dal vivo, soprattutto un jazz melodico, e l'anno dopo prende il nome Short Wave. Nel 1993 pubblicano Short Wave Live, il loro unico album che contiene anche brani incisi in studio. Le difficoltà legate al fatto che i musicisti abitano in zone diverse, due residenti in Francia e due nel Regno Unito, porteranno allo scioglimento del gruppo nel 1996.

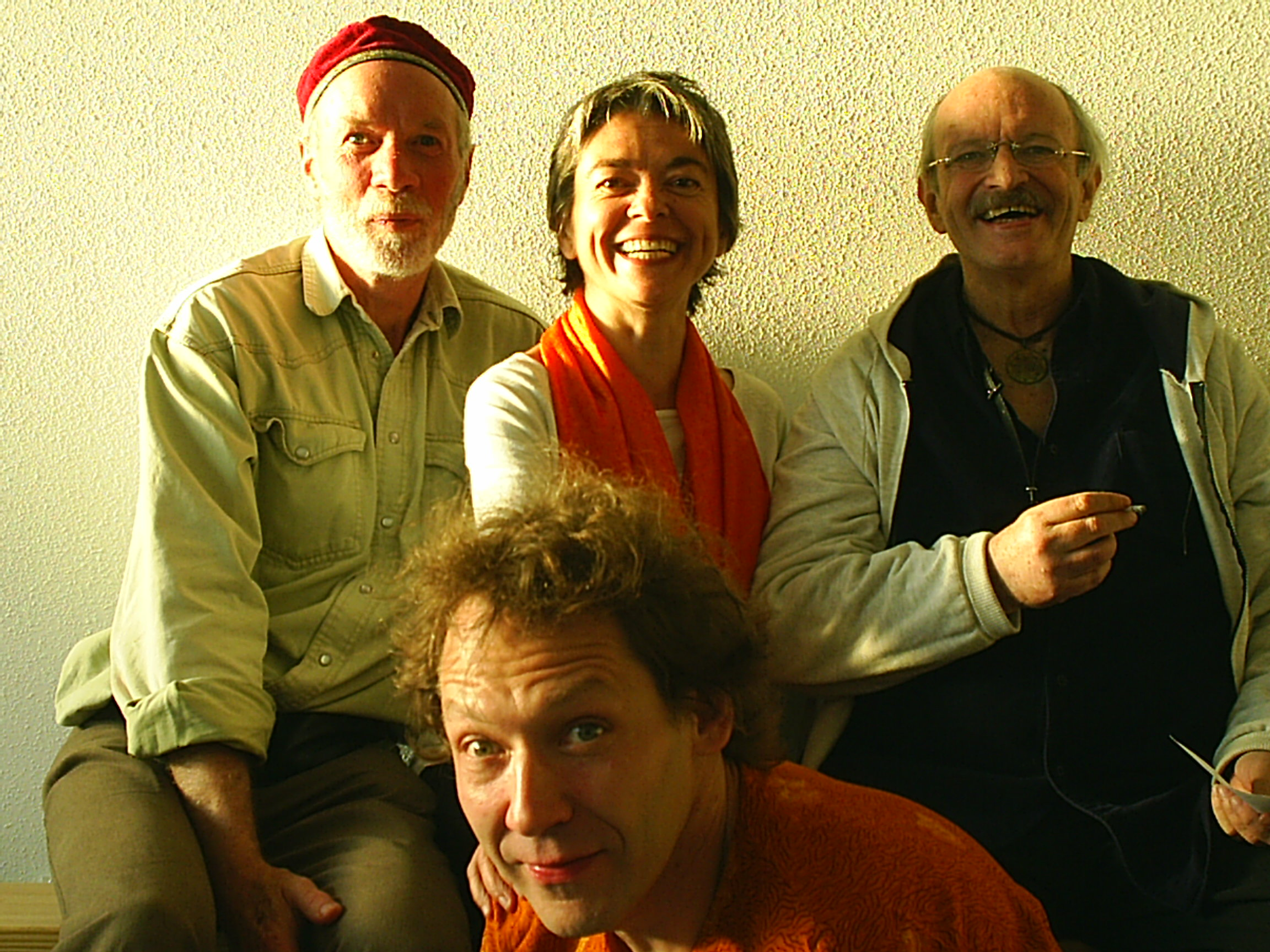
Una formazione dei Soft Bounds, con Hopper a sinistra e Dean a destra

Alla metà degli anni Novanta, dopo lustri di esplorazione strumentale jazzistica, Hopper torna a collaborare con band più orientate verso il rock dotate di cantanti, tra cui il gruppo della cantante Lisa S. Klossner. Mantiene sempre comunque i contatti con i membri e con la musica dei Soft Machine. La collaborazione con i francesi Polysons sfocia in un concerto a Parigi che viene pubblicato su CD con il titolo Tribute to Soft Machine a cui partecipa l'ex Soft Machine Elton Dean. Ancora con Dean e gli altri due ex John Stanley Marshall e Allan Holdsworth fa dei tour e incide come SoftWorks. Con John Etheridge al posto di Holdsworth forma i Soft Machine Legacy che, oltre a brani dei Soft Machine, eseguono altri nuove composizioni; con questa formazione vengono pubblicati tre lavori: Live in Zaandam (CD del 2005), New Morning - The Paris Concert (DVD del 2005) e l'album in studio Soft Machine Legacy (CD del 2006). Nel 2006 muore Elton Dean; al suo posto entra Theo Travis e Soft Machine Legacy incide Steam, pubblicato nel 2007. Altre collaborazioni di questi anni sono con i francesi Soft Bounds e con i Clear Frame, in alcune occasioni con Robert Wyatt e Lol Coxhill. Hopper nei suoi ultimi anni realizza due album solisti con l'etichetta britannica Burning Shed.

### Malattia e ultimi lavori
Forma poi il duo Humi con la giapponese Yumi Hara Cawkwell. Il tour del Giappone programmato per il 2008 viene cancellato per le cattive condizioni di salute di Hugh. Nel giugno del 2008 gli viene diagnosticata una leucemia e deve sottoporsi a chemioterapia. Deve quindi cancellare anche tutte le altre date che erano state fissate. Un concerto di beneficenza in suo favore si è tenuto nel dicembre del 2008 a Londra e vi hanno partecipato diversi gruppi ed amici. Ha sposato la sua compagna Christine il 5 giugno 2009 ed è morto di leucemia due giorni dopo. Il funerale, celebrato come da lui richiesto con rito buddhista tibetano, si è svolto il 25 giugno 2009.
Il suo amico Wyatt dichiarò:
(Robert Wyatt su Calyx, il sito web della musica di Canterbury)

## Discografia

### Album solisti
- 1973:  1984 (con Pye Hastings, Gary Windo, Lol Coxhill, Nick Evans, John Marshall, Malcolm Griffiths)
- 1976: Cruel But Fair (con Elton Dean, Keith Tippett, Joe Gallivan)
- 1977: Hopper Tunity Box (con Elton Dean, Mark Charig, Frank Roberts, Dave Stewart (il tastierista), Mike Travis, Richard Brunton, Gary Windo, Nigel Morris)
- 1980: Two Rainbows Daily (con Alan Gowen)
- 1985: Mercy Dash (con Elton Dean, Keith Tippett, Joe Gallivan)
- 1985: Monster Band (con Elton Dean, Mike Travis, Jean-Pierre Carolfi, Jean-Pierre Weiller)
- 1989: Alive (con Frank van der Kooy, Kees van Veldhuizen, Dionys Breukers, Hans van der Zee, Pieter Bast, Andre Maes)
- 1991: Meccano Pelorus (con Patrice Meyer, Dionys Breuker, Pieter Bast, Frank van der Kooij)
- 1993: Hugh Hopper and Odd Friends (con John Atkinson, Dionys Breukers, Mike Travis, Rick Biddulph)
- 1993: Short Wave Live (con gli Short Wave - Didier Malherbe, Phil Miller, Pip Pyle)
- 1994: A Remark Hugh Made (con Kramer)
- 1994: Hooligan Romantics (con John Atkinson, Pieter Bast, Dionys Breukers, Patrice Meyers, Frank van der Kooy)
- 1995: Carousel (con Patrice Meyer, Frank van der Kooy, Dionys Breuker, Kim Weemhoff, Robert Jarvis)
- 1995: Caveman Hughscore (con Caveman Shoestore - Hugh con lo pseudonimo Hughscore)
- 1995: Adreamor (con Mark Hewins)
- 1996: Somewhere In France (con Richard Sinclair)
- 1996: Bracknell-Bresse Improvisations (con Alan Gowen, Nigel Morris)
- 1996: MASHU - Elephants in your head? (con Shyamal Maitra, Mark Hewins)
- 1996: Best Soft (compilation)
- 1997: Huge (con Kramer)
- 1997: Highspot Paradox (con Hughscore)
- 1998: Different (con Lisa S. Klossner)
- 1999: Delta Flora (con Hughscore)
- 2000: Cryptids (con Lisa S. Klossner)
- 2000: Parabolic Versions (compilation da Somewhere In France, Hooligan Romantics e Hugh Hopper and Odd Friends)
- 2002: Jazzloops (con Elton Dean, Steve Franklin, Pierre-Olivier Govin, Christine Janet, Frank van der Kooij, Didier Malherbe, John Marshall, Patrice Meyer, Nigel Morris, Simon Picard, Kim Weemhoff, Robert Wyatt)
- 2003: In a Dubious Manner (con Julian Whitfield)
- 2004: The Stolen Hour (comics di Matt Howarth)
- 2007: Soft Mountain (con Elton Dean, Hoppy Kamiyama, Yoshida Tatsuya)
- 2007: Numero D'Vol (con Simon Picard, Steve Franklin, Charles Hayward)
- 2008: Dune (con Yumi Hara Cawkwell, in un duo chiamato Humi)

### Con i Soft Machine
- 1968: The Soft Machine (un solo brano come bassista, altri anche come compositore)
- 1969: Volume Two
- 1970: Third
- 1971: Fourth
- 1972: Fifth
- 1973: Six

### Altre collaborazioni (lista parziale)
- 1962-5 Autori vari: Canterburied Sounds, Vol.s 1-4 (1998 compilation di Brian Hopper)
- 1963 Daevid Allen Trio: Live 1963 - Voiceprint Records VP122CD
- 1965: The Wilde Flowers (pubblicato nel 1993)
- 1969: Syd Barrett: The Madcap Laughs (due brani)
- 1969: Kevin Ayers: Joy of a Toy
- 1973: Stomu Yamashta's East Wind: Freedom Is Frightening
- 1974: Robert Wyatt: Rock Bottom
- 1974: Stomu Yamashta: One by One
- 1975: Isotope: Illusion
- 1976: Isotope: Deep End
- 1978: Carla Bley Band: European Tour 1977
- 1978: Gilgamesh: Another Fine Tune You've Got Me Into
- 1978: Soft Head: Rogue Element
- 1979: Soft Heap: Soft Heap
- 1985: In Cahoots: Cutting Both Ways
- 1985: Pip Pyle: L'Equipe Out
- 1986: Patrice Meyer: Dromedaire viennois
- 1987: Anaid: Belladonna
- 1991: Lindsay Cooper: Oh Moscow
- 1995: Soft Heap: A Veritable Centaur - (registrato nel 1982-1983)
- 1999: Brainville: The Children's Crusade (con Daevid Allen, Pip Pyle)
- 2001: Glass Cage: Glass Cage Paratactile
- 2003: Soft Works: Abracadabra
- 2003: Bone: Uses Wrist Grab (con Nick Didkovsky e John Roulat)[16]
- 2003: Polysoft: Tribute to Soft Machine[17]
- 2004: Brian Hopper: If Ever I Am
- 2005: NDIO Airback
- 2005: Soft Machine Legacy: Live in Zaandam
- 2006: Soft Machine Legacy: Soft Machine Legacy
- 2007: Soft Machine Legacy: Steam
- 2008: Brainville3: Trial by Headline(con Daevid Allen, Chris Cutler)
- 2008: Soft Heap: Al Dente (registrato nel 1978)

## Filmografia
- 2015 – Romantic Warriors III: Canterbury Tales